# Quan điểm toàn diện
Quan điểm toàn diện là một quan điểm mang tính phương pháp luận khoa học trong nhận thức thế giới. Khi nghiên cứu và xem xét sự vật phải quan tâm đến tất cả các yếu tố, các mặt, bao gồm cả măt gián tiếp, trung gian có liên quan đến sự vật. Quan điểm này xuất phát từ mối liên hệ phổ biến của các sự vật, hiện tượng và các hình thái tri thức.

## Cơ sở lý luận
Cơ sở lý luận của quan điểm toàn diện là nguyên lý về mối liên hệ phổ biến. Các sự vật, hiện tượng có mối liên hệ rất đa dạng và phong phú: có mối liên hệ bên trong, mối liên hệ bên ngoài; có những mối liên hệ chung của toàn bộ thế giới hoặc trong những lĩnh vực rộng lớn của thế giới lại có những mối liên hệ riêng từng lĩnh vực, từng sự vật, từng hiện tượng riêng biệt; có mối liên hệ trực tiếp giữa hai hoặc nhiều sự vật, hiện tượng với nhau, và có những mối liên hệ gián tiếp, trong đó các sự vật, hiện tượng liên hệ, tác động qua lại lẫn nhau thông qua một hay nhiều khâu trung gian mới phát huy được tác dụng; có mối liên hệ tất nhiên, ngẫu nhiên; mối liên hệ cơ bản, thuộc về bản chất của sự vật, đóng vai trò quyết định sự tồn tại và phát triển của sự vật, cũng có những mối liên hệ không cơ bản, chỉ đóng vai trò hỗ trợ, bổ sung cho sự tồn tại và phát triển của sự vật, hiện tượng. Các mối liên hệ này tồn tại phổ biến trong tự nhiên, trong xã hội loài người cũng như trong ý thức của con người.
Cơ sở của mối liên hệ phổ biến là tính thống nhất vật chất của thế giới. Bởi lẽ, bản chất của thế giới là vật chất. Vật chất có thuộc tính chung nhất là tồn tại khách quan. Các sự vật trong thế giới đa dạng đến đâu thì cũng chỉ là những hình thức tồn tại cụ thể của vật chất, chúng đều chịu sự chi phối của quy luật vật chất, nên chúng có liên hệ chặt chẽ với nhau.
Quan điểm này được thể hiện từ cơ sở phương pháp luận khoa học của chủ nghĩa duy vật biện chứng. Với các tính chất thể hiện trong tính khách quan, tính phổ biến và tính phong phú, đa dạng của các mối liên hệ và sự phát triển của tất cả các sự vật, hiện tượng trong tự nhiên, xã hội và tư duy. Sự tác động lẫn nhau này giúp cách sự vật được phản ánh với tính chất đa dạng trong thực tế. Một sự vật được nhìn nhận theo các yếu tố tác động và những tác động nên yếu tố khác.
Quan điểm toàn diện và quan điểm lịch sử cụ thể có điểm tương đồng. Cả hai đều yêu cầu việc nhìn nhận, đánh giá sự vật, hiện tượng dựa trên những cái nhìn đa chiều, cụ thể, xem xét kỹ các mối liên hệ trực tiếp và gián tiếp. Tuy nhiên, quan điểm lịch sử cụ thể đòi hỏi không gian và thời gian chính xác, là những điều có thật khi đánh giá sự vật. Cả hai quan điểm này đều đem đến những giá trị riêng và vẫn còn được áp dụng cho tới tận ngày nay.

## Yêu cầu
Để nhận thức đúng bản chất của sự vật, hiện tượng cần phải xem xét sự vật, hiện tượng trong mối liên hệ, vì bản chất của sự vật, hiện tượng được bộc lộ thông qua mối liên hệ giữa chúng với các sự vật, hiện tượng khác.
Sự vật tồn tại trong mối liên hệ phổ biến, nhưng vị trí, vai trò của các mối liên hệ không "ngang bằng" nhau. Vì vậy, cần xác định được những mối liên hệ cơ bản, chủ yếu, trọng tâm thì mới nhận thức được sâu sắc bản chất của sự vật, mới thấy được khuynh hướng vận động, phát triển của nó.
Quan điểm toàn diện đối lập với quan điểm phiến diện trong nhận thức và hoạt động thực tiễn. Quan điểm phiến diện chỉ thấy mặt này, mối liên hệ này mà không thấy mặt khác, mối liên hệ khác; nhận thức sự vật trong trạng thái cô lập, giải quyết công việc không đảm bảo tính đồng bộ.
Quan điểm toàn diện cũng hoàn toàn xa lạ với chủ nghĩa chiết trung và thuật ngụy biện:
- Chiết trung là kết hợp một cách vô nguyên tắc, chủ quan những cái không thể kết hợp được với nhau hoặc coi những mối liên hệ là "ngang bằng" nhau, không có sự phân biệt về vai trò của chúng.
- Ngụy biện là lối tư duy đánh tráo một cách có chủ đích vị trí, vai trò của các mối liên hệ, lấy mối liên hệ không cơ bản thay cho mối liên hệ cơ bản, mối liên hệ không bản chất thay cho mối liên hệ bản chất.

Cũng như thực hiện với quan sát các mối quan hệ hay tác động bên ngoài của nó qua lại với những nhân tố khác. Việc thực hiện nhìn nhận và đưa ra quan điểm hiệu quả giúp cho các yêu cầu trong mục tiêu phân tích được phản ánh.
Theo quan điểm toàn diện, con người cần nhận thức sự vật qua mối quan hệ qua lại. Chỉ có như vậy mới mang đến những phản ánh cho hiểu biết về sự vật. Tính nhiều chiều và phân tích càng cụ thể, có thể mang đến những nhìn nhận đầy đủ và hiệu quả nhất. Việc am hiểu về đối tượng mới mang đến các tính toán và tác động hiệu quả lên đối tượng đó.

## Bài liên quan
- Phát triển
- Hai nguyên lý của phép biện chứng duy vật